# كريستوفر كامات
كريستوفر كامات (مواليد 7 سبتمبر 1979) هو ملاكم فلبيني، مثّل بلاده في الألعاب الأولمبية الصيفية 2004.

## روابط خارجية
كريستوفر كامات على موقع أوليمبيديا (الإنجليزية)